# Calappa africana
Calappa africana is een krabbensoort uit de familie van de Calappidae. De wetenschappelijke naam van de soort is voor het eerst geldig gepubliceerd in 2006 door Lai & Ng.